# 순천부 (중국)
순천부(順天府)는 명, 청, 북양정부 극초기까지 존재한 옛 행정 구역으로 현재의 베이징 일대에 존재했다.

## 연혁

### 명
명나라 초기에는 연왕부(燕王府)라고 불렸으나, 정난의 변으로 권력을 잡은 영락제가 1403년(영락 원년)에 순천부로 이름을 바꾸고 명나라의 수도로 삼았다.
1491년(홍치 4년)에 100,518호 669,033명을 거느리고 1578년(만력 6년)에는 101,134호 706,861명을 거느렸다.
| 현/주명(한자) | 현/주명(한글) | 대략적 위치             | 비고 |
| ------------- | ------------- | ----------------------- | --- |
| 大興縣        | 대흥현        | 베이징시 다싱 구        | 동남쪽에 대통하(大通河)가 있다. 대통하는 통혜하(通惠河)라고도 하는데, 백옥하(白玉河)에서 물이 나와 요도성(繞都城)의 동남을 지나고 하류는 고려장(高麗莊)에 이르러 백하(白河, 원나라때의 운하)로 들어간다. 또한 옥하(玉河)가 있는데, 옥천산(玉泉山)에서 발원하여 북경도성의 동남부를 나와 대통하에 물을 댄다. |
| 宛平縣        | 완평현        | 베이징 시 펑타이 구     | 상건하(桑乾河)가 산서성 마읍현에서 나오는데, 1000리를 흘러 현장내로 들어간다. 노구교아래를 지나 두갈래로 흐른다. 하나는 통주에 이르러 백하로 들어가고, 다른 하나는 무청현으로 가 위하(衛河)에 합해져 바다로 들어간다. |
| 良鄕縣        | 양향현        | 베이징 시 팡산 구       | 부의 서남에 있다. 유리하(琉璃河)가 있는데, 과거 망수(望水)라고 했는데, 하류는 전(澱)으로 들어가며 북에 천진관(天津關)이 있다. |
| 固安縣        | 고안현        | 랑팡 시 구안 현         | 원나라에선 고안주(固安州)라고 했다. 1368년(홍무 원년) 12월 현으로 격하했다. 현서남에 거마하(拒馬河)가 있는데, 래수(淶水)라고도 한다. 발원지는 대군(代郡)으로 하류가 백하의 백구(白溝)에서 합류하는데, 삼각전(三角澱)으로 들어간다. |
| 永靑縣        | 영청현        | 랑팡 시 융칭 현         | 부남쪽에 있는데, 현 남쪽에 거마하가 있다. |
| 東安縣        | 동안현        | 랑팡 시 안치 구         | 부의 동남에 있다. 원나라에선 동안주(東安州)라고 했다. 당시치소는 현서쪽에 있다. 1368년 12월 현으로 격하하고 1370년(홍무 3년) 치소를 지금의 위치로 옮겼다. 남쪽에 봉하(鳳河)가 있고, 상건하의 분류(分流)인데 삼각전으로 들어간다. |
| 香河縣        | 향하현        | 랑팡 시 샹허 현         | 원나라에선 곽주(漷州)에 속했다. 1377년(홍무 10년) 주와 함께 폐지했다가 1380년(홍무 13년)재설치해 본부에 속하게 했다. 현서쪽에 판증구하(板罾口河)가 있는데, 통주 동쪽 고산(孤山)에서 나와 현경계를 지나 백하로 들어간다. |
| 通州          | 통주          | 베이징 시 퉁저우 구     | 홍무초에 치소인 노현을 주에 통폐합했다. 서쪽에 통혜하, 서남에 혼하(渾河, 상건하라고 함.)가 있다. 이중 혼하(즉 상건하)는 주동쪽 장가만(長家灣)에 이르러 백하에 합해진다. 장가만순검사(張家灣巡檢司)가 있다. 주 서남에 홍인교순검사(弘仁橋巡檢司)가 있다. 4현을 관할한다. |
| 三河縣        | 삼하현        | 랑팡 시 싼허 시         | 통주에 속하며 주 동쪽에 있다. 현북쪽에 구하(泃河), 현서쪽에 여하(洳河), 현서남쪽에 포구하(鮑丘河)가 있다. |
| 武靑縣        | 무청현        | 톈진시 우칭 구          | 통주에 속하며 주 남쪽에 있다. 1379년(홍무 12년)에 통주로 이관되었다. 현남쪽에 삼각전이 있는데, 그곳이 옛 옹노현의 자리이다. 200여리 둘레인데 여러 물이 모이는 자리다. |
| 漷縣          | 곽현          | 베이징 시 퉁저우구 남동 | 통주에 속하며 주 남쪽에 있다. 원나라에서 곽주(漷州)라고 했는데, 1377년(홍무 10년) 2월에 현으로 격하했다. 곽하(漷河)가 있는데, 신하(新河)라고도 한다. 동으로 백하로 들어간다. 즉 노구(盧溝)의 하류이다. |
| 寶坻縣        | 보저현        | 톈진 시 바오디 구       | 통주에 속하며 주 동남에 있다. 원나라에서 직례성 대도로에 속하게 했는데, 1377년(홍무 10년) 2월 통주로 이관되었다. 동쪽에 조하(潮河)가 있고 남쪽에 구하가 있다. 현동남에 양성수어천호소(樑城守禦千戶所)가 있다. 이는 1400년(건문 2년)에 연왕이 설치했다. 노대순검사(蘆臺巡檢司)가 있다. |
| 覇州          | 패주          | 랑팡 시 바저우 시       | 홍무초에 치소이던 익진현(益津縣)을 통폐합했다. 거마하가 본래 주 북쪽에 있었는데, 주의 남쪽으로 유로가 바뀌었다. 남쪽에 사하(沙河)가 있고 동쪽에는 원가구순검사(苑家口巡檢司)가 있다. 3현을 관할한다. |
| 文安縣        | 문안현        | 랑팡 시 원안 현         | 패주의 속현으로 패주의 약간동쪽, 그리고 남쪽에 있다. 서쪽에 역수(易水), 동북쪽에 득승(得勝), 화소등전(火燒等澱)이 있다. |
| 大城縣        | 대성현        | 랑팡 시 다청 현         | 패주의 속현으로 주 동남에 있다. 현동북쪽에 황차하(黃汊河)가 있는데, 근원은 교하이다. 교하가 현장내에서 분리되어 흘러 삼각전으로 들어간다. |
| 保定縣        | 보정현        | 랑팡 시 원안 현 서북    | 패주의 속현으로 주 서남(약간 서쪽)에 있다. 1374년(홍무 7년)9월 패주에 통쳬합되었다가 1380년(홍무 13년)11월 복원했다. 옥대하(玉帶河)가 현북쪽에 있는데, 동쪽으로 흘러 회통하(會通河)로 들어간다. 또한 현서남에 자하(磁河)아 있는데, 현동남에서 옥대하가 합쳐진다. |
| 涿州          | 탁주          | 바오딩 시 줘저우 시     | 홍무초에 치소이던 범양현(范陽縣)을 통폐합했다. 주서쪽에 독록산(獨鹿山), 북쪽에 탁수(涿水)가 있다. 주 서북쪽에 협하(挾河)가 있다. 주남쪽에 범수(範水)가 있다. 1현을 관할한다. |
| 房山縣        | 방산현        | 베이징 시 팡산 구       | 탁주의 속현으로 탁주 북서쪽(약간서쪽)에 있다. 서쪽에 대방산(大房山), 북쪽에 대안산(大安山), 서남쪽에 청룡담(青龍潭)이 있고 청룡담아래에는 협하가 흐른다. 협하는 한촌하(韓村河)라고도 하는데, 탁주에 이르러 호량하(湖良河)와 합쳐진다. 현북쪽에 자가무순검사(磁家務巡檢司)가 있다. |
| 昌平州        | 창평주        | 베이징 시 창핑 구       | 원나라에선 직례 대도로 창평현이었는데, 1506년(정덕 원년) 7월 주로 격상했으나 얼마못가 폐지했다. 1450년(정덕 8년)에 주로 복원되었다. 옛 치소는 부도성(浮圖城)인데, 1450년(경태 원년), 동쪽에 영안성(永安城)을 쌓고 1452년(정덕 3년)에 주의 치소를 영안성으로 옮겼다. 북쪽에 천수산(天壽山), 동남쪽에 백수산(白浮山)과 공화성(鞏華城), 동북쪽에 황화진(黃花鎮), 서남쪽에 주필산(駐蹕山), 남쪽에 유하(榆河)가 있다. 유하는 다른말로 온여하(溫餘河)라고 하며 하류는 사하(沙河)라고 한다. 백하로 들어간다. 공화성은 1531년(가정 10년)에 만들어졌다. 홍치연간에 황화진에 발해수어천호소(渤海守禦千戶所)를 두었다. |
| 順義縣        | 순의현        | 베이징 시 순이 구       | 창평주의 속현으로 주의 동남에 있다. (약간 남쪽) 원나라에선 순주(順州)라고 했는데, 1368년(홍무 원년) 12월 현으로 격하하고 순천부에 속하게 했다. 1506년(정덕 원년) 7월 창평주로 소속을 옮겼다. 동쪽에 백하, 서남쪽에 유하와 조하가 있다. |
| 懷柔縣        | 회유현        | 베이징 시 화이러우 구   | 창평주의 속현으로 주의 동북에 있다. 1368년(홍무 원년)11월 단주(檀州)에 통폐합했다가 동년 12월 밀운현과 창평현에서 분리해 복구하여 순천부에 속하게 했다. 1506년(정덕 원년)에 창평주로 소속을 옮겼다. 동쪽에 서곡산(黍谷山), 서쪽에 백하가 있다. |
| 密雲縣        | 밀운현        | 베이징 시 미윈 구       | 창평주의 속현으로 주의 동북쪽에 있다. 원나라땐 단주(檀州)라고 했던 것에 훗날 현을 설치하고 주의 치소로 삼았다. 1368년(홍무 원년)11월 현을 폐하고 주에 통폐합했다. 동년 12월에 현을 복구하고 주를 폐지해 순천부로 들어가게 했다. 1506년(정덕 원년) 7월 창평주로 소속을 옮겼다. 남쪽에 백단산(白檀山), 서쪽에 백하, 동쪽에 조하, 북쪽에 고북구(古北口)가 있다. 1379년(홍무 12년)9월 수어천호소(守禦千戶所)를 두었다. 1397년(홍무 30년)천호소를 밀운후위(密雲後衛)로 바꾸었다. 또한 석당령(石塘嶺)이 있다. |
| 薊州          | 계주          | 톈진 시 지저우 구       | 홍무초에 조의 치소이던 어양현을 통폐합했다. 서북쪽에 반산(盤山), 동북쪽에 공동산(崆峒山), 북쪽에 구수(泃水), 남쪽에 고하(沽河), 북쪽에 황애욕(黃崖峪)이 있다. 동쪽에 석문진(石門鎭)이 있다. 4개의 속현이 있다. |
| 玉田縣        | 옥전현        | 탕산 시 위톈 현         | 계주의 속현으로 주 동남에 있다. 동북쪽에 무종산(無終山)과 서무산(徐無山), 동쪽에 리하(梨河), 북쪽에 경수(浭水), 동남쪽에 흥주좌둔위(興州左屯衛)가 있다. |
| 豊潤縣        | 풍윤현        | 탕산시 펑룬 구          | 계주의 속현으로 주 동남에 있다. 남쪽에 사하, 서남쪽에 경수가 있다. |
| 遵化縣        | 준화현        | 탕산 시 쭌화 시         | 계주의 속현으로 주 동쪽에 있다. 동북쪽에 오봉산(五峯山), 남쪽에 영영산(靈靈山)과 용문협(龍門峽), 동쪽에 난하(灤河), 서남쪽에 리하, 북쪽에 희봉구(喜峯口)와 마란욕(馬蘭峪)과 송정등관(鬆亭等關)이 있다. |
| 平谷縣        | 평곡현        | 베이징 시 핑구 구       | 계주의 속현으로 주 서북쪽에 있다. 1377년(홍무 10년)2월 삼하현에 통폐합했다. 1380(홍무 13년) 11월 복구했다. 동남에 구하(泃河)와 여하(洳河), 서북쪽에 영주중둔위(營州中屯衛)가 있다. 영주중둔위는 1403년(영락 원년) 용산현의 옛땅에 설치했다. 또한 동쪽에 황종욕관(黃鬆峪關)이 있다. |